# Promet Bugarske
Cestovni i željeznički promet u Bugarskoj zaostaje za ostalim europskim zemljama, izrazito što se tiče autocesta koje ne dostižu niti 300 km duljine. Sofija se nalazi u središtu važnoga cestovnog i željezničkog pravca koji povezuje Europu s Grčkom i jugozapadnom Azijom. Unutarnja je plovidba dobra zahvaljujući Dunavu, jednom od najvažnijih plovnih putova na kontinentu, dok su morske luke Varna i Burgas središta pomorskoga prometa Crnim morem. Uz Sofiju se nalazi najveća međunarodna zračna luka u Bugarskoj.